# Cerkiew św. Mikołaja w Hawanie
Cerkiew św. Mikołaja – prawosławna cerkiew parafialna w Hawanie, w metropolii Panamy, Ameryki Środkowej i Karaibów Patriarchatu Konstantynopolitańskiego.
Świątynia znajduje się w obrębie Starej Hawany (La Habana Vieja); działkę pod budowę cerkwi przekazał nieodpłatnie rząd kubański.
Wzniesiona przed 2004, z kamienia, w stylu bizantyjskim. Poświęcona przez patriarchę konstantynopolitańskiego Bartłomieja w czasie jego wizyty na Kubie, mającej miejsce w dniach 24–26 stycznia 2004.